# David Power (tennis)
Pour les articles homonymes, voir David Power.
David Power , né le 12 septembre 1944 à Chicago et mort le 15 juin 2022, est un ancien joueur américain de tennis.

## Palmarès (partiel)

### Titre en simple messieurs
| No | Date | Nom et lieu du tournoi                      | Catégorie | Surface | Finaliste      | Score                   |  |
| -- | ---- | ------------------------------------------- | --------- | ------- | -------------- | ----------------------- |  |
| 1  | 1966 | Tournoi de tennis de Cincinnati, Cincinnati |           | NC      | William Harris | 7-5, 3-6, 0-6, 6-1, 6-2 |  |